# گیلرمو کاپرا باسینلو
گیلرمو کاپرا باسینلو (به پرتغالی: Guilherme Capra Bacinello) مهاجم اهل برزیل است که در شهر گویمارائس, Portugal و در تاریخ ۳ اکتبر ۱۹۸۶ به دنیا آمده‌است.
گیلرمو کاپرا باسینلو در تیم‌های فوتبال باشگاه فوتبال ویتوریا گیمارش سابقهٔ حضور دارد.